# Портедж Тауншип (округ Поттер, Пенсільванія)
Портедж Тауншип (англ. Portage Township) — селище (англ. township) в США, в окрузі Поттер штату Пенсільванія. Населення — 162 особи (2020).

## Демографія
Згідно з переписом 2010 року, у селищі мешкало 228 осіб у 94 домогосподарствах у складі 73 родин. Було 258 помешкань
Расовий склад населення:
| - 99,1 % — білих - 0,4 % — азіатів |

До двох чи більше рас належало 0,4 %. Частка іспаномовних становила 0,0 % від усіх жителів.
За віковим діапазоном населення розподілялося таким чином: 18,9 % — особи молодші 18 років, 59,2 % — особи у віці 18—64 років, 21,9 % — особи у віці 65 років та старші. Медіана віку мешканця становила 48,1 року. На 100 осіб жіночої статі у селищі припадало 94,9 чоловіків;  на 100 жінок у віці від 18 років та старших — 96,8 чоловіків також старших 18 років.
Середній дохід на одне домашнє господарство  становив 50 648 доларів США (медіана — 43 929), а середній дохід на одну сім'ю — 58 069 доларів (медіана — 49 167). За межею бідності перебувало 10,4 % осіб, у тому числі 10,5 % дітей у віці до 18 років та 0,0 % осіб у віці 65 років та старших.
Цивільне працевлаштоване населення становило 92 особи. Основні галузі зайнятості: освіта, охорона здоров'я та соціальна допомога — 29,3 %, виробництво — 22,8 %, публічна адміністрація — 7,6 %, будівництво — 7,6 %.